# Diplosolen intricarius
Diplosolen intricarius är en mossdjursart som först beskrevs av Smitt 1872.  Diplosolen intricarius ingår i släktet Diplosolen och familjen Diastoporidae. Inga underarter finns listade i Catalogue of Life.